# James H. Gildea

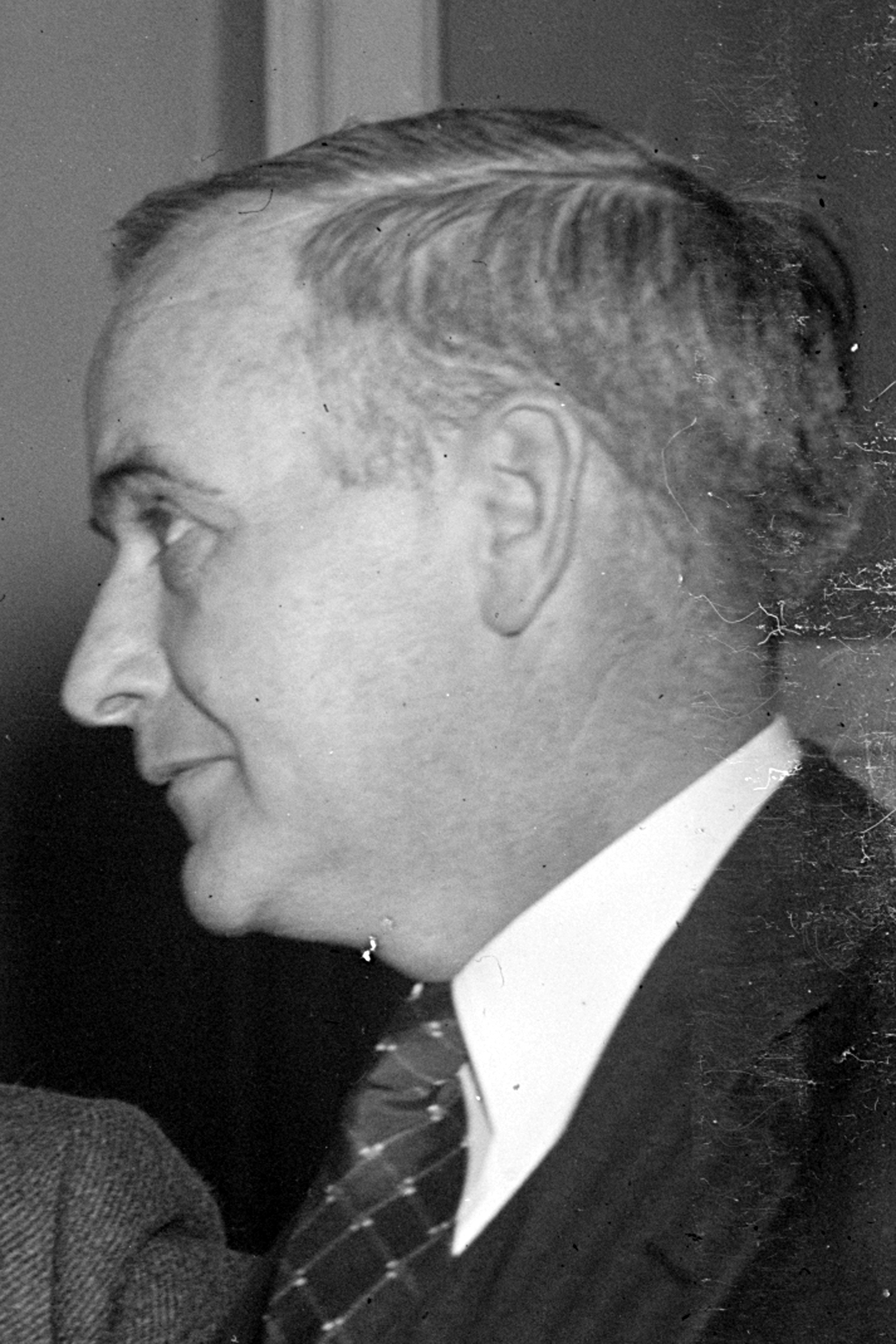
James H. Gildea (1937)

James Hilary Gildea (* 21. Oktober 1890 in Coaldale, Schuylkill County, Pennsylvania; † 5. Juni 1988 in Arlington, Virginia) war ein US-amerikanischer Politiker. Zwischen 1935 und 1939 vertrat er den Bundesstaat Pennsylvania im US-Repräsentantenhaus.

## Werdegang
James Gildea besuchte die öffentlichen Schulen seiner Heimat und absolvierte danach bis 1905 eine Lehre im Druckerhandwerk. Ab 1910 war er in der Zeitungsbranche tätig. In diesem Jahr gründete er die Zeitung Coaldale Observer. Zwischen 1930 und 1933 war er Vorsitzender der Coaldale Relief Society und des Panther Valley Miners’ Equalization Committee. Politisch wurde er Mitglied der Demokratischen Partei.
Bei den Kongresswahlen des Jahres 1934 wurde Gildea im 13. Wahlbezirk von Pennsylvania in das US-Repräsentantenhaus in Washington, D.C. gewählt, wo er am 3. Januar 1935 die Nachfolge des Republikaners George F. Brumm antrat. Nach einer Wiederwahl konnte er bis zum 3. Januar 1939 zwei Legislaturperioden im Kongress absolvieren. Während dieser Zeit wurden dort weitere New-Deal-Gesetze der Roosevelt-Regierung verabschiedet. 1935 wurden erstmals die Bestimmungen des 20. Verfassungszusatzes angewendet, wonach die Legislaturperiode des Kongresses jeweils am 3. Januar endet bzw. beginnt.
In den Jahren 1938, 1940 und 1950 bewarb sich James Gildea jeweils erfolglos um seinen Verbleib im bzw. seine Rückkehr in den Kongress. Nach seiner Zeit im US-Repräsentantenhaus arbeitete er bis 1972 wieder in der Zeitungsbranche. Von 1962 bis 1965 leitete er das Coaldale State Hospital. Außerdem trainierte er eine Footballmannschaft. 1972 zog er sich in den Ruhestand zurück, den er in Arlington verbrachte, wo er am 5. Juni 1988 im Alter von 97 Jahren verstarb.